# Julius Victor Berger

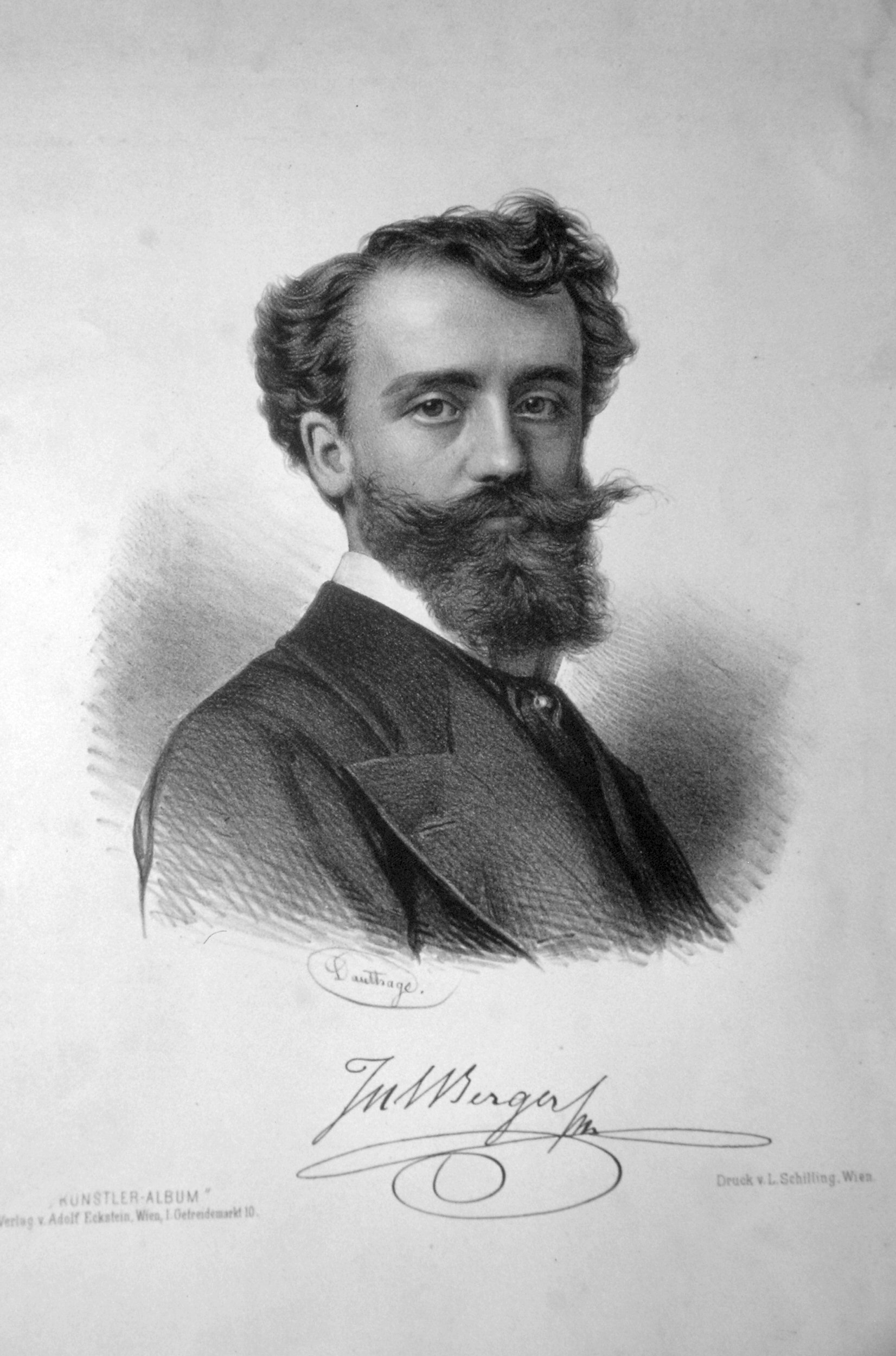
Julius Victor Berger, Lithographie von Adolf Dauthage, um 1880

Julius Victor Berger (* 20. Juli 1850 in Neutitschein, Mähren; † 17. November 1902 in Wien) war ein österreichischer Maler, der vor allem für seine Genremalerei und seine Porträts bekannt ist.

## Leben
Julius Victor Berger war ein Sohn des Heiligenbildmalers Ignaz Johann Berger. Er trat bereits mit 14 Jahren in die Wiener Kunstakademie ein. 1874 wurde ihm ein Reisestipendium gewährt, das ihm erlaubte, drei Jahre lang in Rom Kunst zu studieren. Nach seiner Rückkehr nach Wien teilte er für kurze Zeit die Wohnung mit dem Malerkollegen Emil Jakob Schindler und dessen Ehefrau Anna Sofie geborene Bergen. Während einer Kur Schindlers begann Berger ein Verhältnis mit dessen Ehefrau Anna, aus dem ein Kind hervorging. Sie war die Halbschwester von Alma Mahler-Werfel.
1881 wurde Julius Victor Berger Professor für dekorative Malerei an der Wiener Kunstgewerbeschule. 1887 folgte eine Professur an der Wiener Kunstakademie. Zu seinen Freunden zählte Hans Makart.
Als Hauptwerk Bergers gilt das große Deckengemälde im Saal XIX des Kunsthistorischen Museums, Wien.

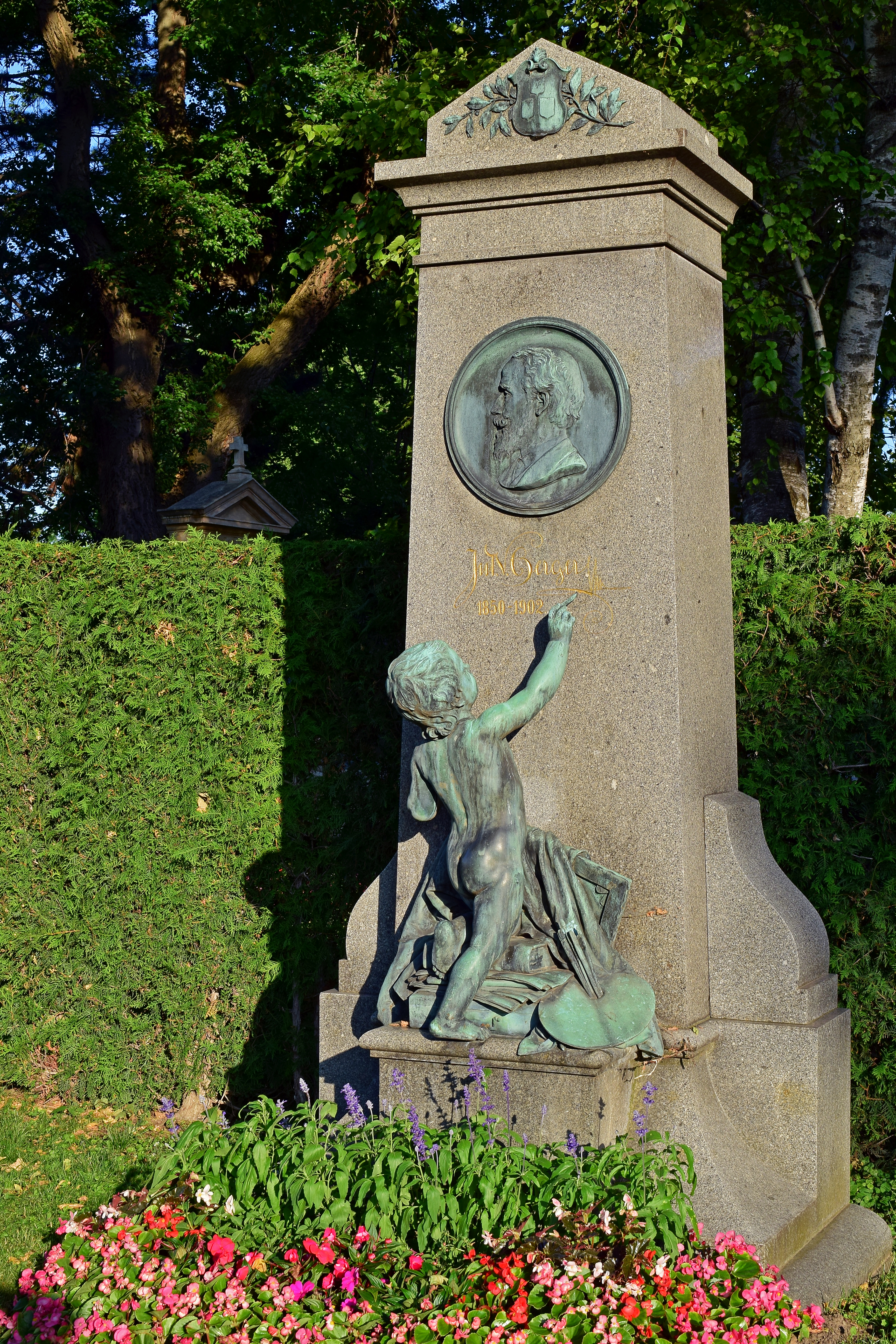
Grab von Julius Victor Berger am Wiener Zentralfriedhof

Er ruht in einem Ehrengrab auf dem Wiener Zentralfriedhof (Gruppe 14 A, Nummer 8).